# John Doyle
John Joseph Doyle (San José,California,16 de março de 1966) é um ex-futebolista estadunidense, que atuava como defensor.

## Carreira
John Doyle integrou a histórica Seleção dos Estados Unidos na Copa do Mundo de 1990.

## Títulos
Western Soccer Alliance
- First Team All Star: 1989

A-League
- Defender of the Year: 1995
- First Team All Star: 1990, 1992, 1995

Major League Soccer
- MLS Defensor do Ano: 1996
- MLS Best XI: 1996